# Powiat tarnobrzeski (Galicja)
Powiat tarnobrzeski – dawny powiat kraju koronnego Królestwo Galicji i Lodomerii, istniejący w latach 1867–1918.
Siedzibą c.k. starostwa był Tarnobrzeg (podawano też Dzików). Powierzchnia powiatu w 1879 roku wynosiła 9,2592 mil kw. (532,77 km²), a ludność 59 239 osób. Powiat liczył 109 osad, zorganizowanych w 70 gmin katastralnych.
Na terenie powiatu działały 2 sądy powiatowe – w Tarnobrzegu i Rozwadowie.

## Starostowie powiatu
- Tytus Lewandowski (1867–1868)[2]
- Edward Dunajewski (1871)
- Stanisław Jakubowicz (1879–1882)

## Komisarze rządowi
- Józef Salamon (1871)
- Michał Panciewicz (1879)
- Jan Gachowski, Włodzimierz Ławrowski (1882)

## Komisarze powiatowi
- Eugeniusz Strzyżowski (1917)[3]